# Onward
Onward je 25. studiové album britské space rockové skupiny Hawkwind. Album vyšlo v dubnu 2012 u vydavatelství Eastworld Recordings.

## Seznam skladeb
| Disk 1 | Disk 1              | Disk 1 |
| Pořadí | Název               | Délka  |
| ------ | ------------------- | ------ |
| 1.     | Seasons             | 5:37   |
| 2.     | The Hills Have Ears | 5:08   |
| 3.     | Mind Cut            | 4:54   |
| 4.     | System Check        | 1:06   |
| 5.     | Death Trap          | 3:31   |
| 6.     | Southern Cross      | 6:41   |
| 7.     | The Prophecy        | 4:11   |
| 8.     | Electric Tears      | 0:56   |
| 9.     | The Drive By        | 4:39   |

| Disk 2 | Disk 2                                                  | Disk 2 |
| Pořadí | Název                                                   | Délka  |
| ------ | ------------------------------------------------------- | ------ |
| 10.    | Computer Cowards                                        | 5:25   |
| 11.    | Howling Moon                                            | 2:11   |
| 12.    | Right to Decide (bonusová koncertní nahrávka)           | 6:30   |
| 13.    | Aerospace Age (bonusová koncertní nahrávka)             | 5:51   |
| 14.    | The Flowering of the Rose (bonusová koncertní nahrávka) | 8:21   |
| 15.    | Trans Air Trucking                                      | 2:36   |
| 16.    | Deep Vents                                              | 0:32   |
| 17.    | Green Finned Demon                                      | 5:25   |
| 18.    | .                                                       | 7:54   |

## Obsazení
- Dave Brock – kytara, syntezátory, baskytara, zpěv
- Richard Chadwick – bicí, zpěv
- Tim Blake – klávesy, theremin, baskytara
- Mr. Dibs – baskytara, zpěv
- Niall Hone – baskytara, syntezátory, kytara
- Jason Stuart – klávesy
- Huw Lloyd-Langton – kytara